# Afro-Cuban All-Stars
Afro-Cuban All Stars est un groupe musical de son cubain. Il est formé en 1996 sous l'impulsion de Juan de Marcos González, directeur musical du groupe Sierra Maestra. En mars 1996, 25 musiciens cubains se côtoient une semaine et enregistrent trois albums : A Toda Cuba Le Gusta, Buena Vista Social Club (album éponyme dont un film sera réalisé par la suite, lorsque Ibrahim Ferrer enregistrera son second album puis lors des tournées) et l'album solo d'Ibrahim Ferrer.

## Histoire
À la suite de premiers débuts prometteurs, Juan de Marcos projette en 1997 une grande tournée internationale. Les jeunes musiciens du collectif jouant dans leurs propres formations, seuls sont disponibles les retraités et le groupe sera complété par d'autres musiciens de toutes générations tel que le timbalero Amadito Valdés, acteur de toutes les tournées. La tournée contribue, bien avant le film Buena Vista Social Club, au mythe du papy-boom cubain.
Ces musiciens, dont certains ont plus de quatre-vingts ans dans les années 1990, reforment des groupes et reprennent le chemin des studios, comme Rubén González, Ibrahím Ferrer et Compay Segundo, qui a été le plus prompt à réagir, ainsi qu'Omara Portuondo. En 1999 le groupe sort son second disque, Distinto, Diferente. Parmi la pléiade de participants figure Teresita García Caturla notamment sur les thèmes Distinto y diferente et Reconciliación. Autour de l'année 2000 les musiciens âgés, fatigués, ne peuvent plus participer à toutes les tournées et le groupe, pour poursuivre celles-ci, fait appel à de jeunes musiciens talentueux. Toutefois l'usage de plus en plus systématique de ce procédé provoque de nombreuses critiques à l'issue des concerts. Néanmoins le groupe, en grande partie renouvelé, poursuit ponctuellement ses présentations à travers le monde. Ainsi, en 2005, une grande tournée emmène les Afro-Cuban All Stars en Allemagne.

## Style musical
Le répertoire des Afro-Cuban All Stars, fait de reprises de morceaux célèbres ou de compositions nouvelles, varie les styles comme le son cubano, la danzonette ou encore le Mozambique.

## Membres
Le groupe comprend ou a compris : Ibrahim Ferrer, Pío Leiva, Manuel « Puntillita » Licea, Raúl Planas, José Antonio Rodríguez, Félix Valoy, tous vocalistes ; Luis Alemany, Daniel Ramos, Manuel Mirabal aux trompettes, Rubén González au piano, Orlando « Cachaito » López à la contrebasse, Carlos Álvarez et Demetrio Muñiz aux trombones, Javier Zalba à la flûte et saxophone baryton et les cinq percussionnistes, Angá, Julienne Oviedo, Carlos González, Alberto Valdés, Carlos Puisseaux, Juan D'Marcos lui-même au tres, un chœur et quelques invités dont « Richard » Egües et Ry Cooder. Le plus vieux membre du groupe (le chanteur Pío Leiva) venait de fêter ses 80 ans[Quand ?] ; le plus jeune, Julienne Oviedo aux timbales, n'avait que 13 ans.

## Discographie
- 1996 : A Toda Cuba Le Gusta (World Circuit)
- 1997 : Distinto, Diferente (World Circuit)
- 2000 : Baila mi Son (avec Felix Baloy)
- 2002 : Bajando Gervasio (avec Amadito Valdes)
- 2005 : Step Forward: The Next Generation (World Circuit)
- 2009 : Absolutely Live
- 2017 : Absolutely Live II